# Non me lo dire (film 2012)
Non me lo dire è un film del 2012 diretto da Vito Cea.

## Trama
Il comico Lello Morgese, direttore di una compagnia teatrale in tournée nei teatri della Puglia, viene lasciato dalla moglie Silvia; l'uomo pensa di rimediare lasciando il lavoro. Ma questa sua decisione lo fa cadere in depressione, ed in breve tempo Lello perde anche l'autostima. Uno psichiatra gli prescrive una cura bizzarra: ritroverà l'entusiasmo per il lavoro attraverso l'affetto dei suoi fans. Lello compie allora un viaggio alla ricerca dei suoi sostenitori insieme ai suoi amici Volume e Salvavita, e ritrova se stesso: incontra personaggi particolari e vive rocambolesche avventure, che lo porteranno ad un incontro inatteso e a riconquistare moglie e platea. Anche i suoi due amici in questo viaggio on the road in giro per la Puglia, avranno modo di risolvere loro problemi.

## Produzione
Il film è frutto della fantasia dei fratelli De Santis, Antonio e Uccio, che produce il film con la agenzia Idea Comunicazione e Spettacolo Società Cooperativa, in collaborazione con Apulia Film Commission e con il sostegno del Ministero per i Beni e le Attività Culturali. Cinque settimane di lavorazione in Puglia, tra Margherita di Savoia, Locorotondo, Martina Franca, Castel del Monte, Trani, Monopoli, Fasano, Cisternino e alcuni teatri, come il Curci di Barletta ed il Petruzzelli di Bari, dove si svolge la scena finale. Il primo ciak a Sant'Agata di Puglia il 12 settembre 2011. Film riconosciuto di interesse culturale con il sostegno del ministero per i beni e le attività culturali.

### Cast
Del cast fa parte l'attrice e cantante francese Aylin Prandi, reduce dal film Diaz - Don't Clean Up This Blood. Poi: Mia Benedetta, Nando Paone, vari comici pugliesi e Gianni Ciardo, impegnato anche nella scelta delle musiche insieme a Daniela Desideri e i Folkabbestia. I costumi sono di Graziella Pera.

## Distribuzione
Il 18 ottobre 2011 al Cineporto di Bari, alla conferenza stampa di fine riprese del film, Uccio De Santis dichiara: “Cinque settimane, 31.281 metri di pellicola, 32 location, 4000 bottiglie d'acqua, 32 multe e 2 incidenti. Avendo lavorato molti anni sulle navi da crociera ho imparato che alla fine di ogni viaggio bisogna dare i numeri”. In vista dell'uscita, il film è presentato il 18 dicembre 2011 al Festival di Miami.
Dal 14 marzo 2012 in programmazione nelle sale del sud Italia e dal giorno 23 in tutta Italia. Con un occhio di riguardo per la Puglia che gli riserva 80 sale.

## Accoglienza
Si è rivelato un insuccesso al botteghino.

## Riconoscimenti
Nel 2012 ha ricevuto il premio alla miglior commedia prima dal Foggia Film Festival.